# جونا بارنز
كانت جونا بارنز (12 يونيو 1892 - 18 يونيو 1982) فنانة، ورسامة، وصحافية، وكاتبة أمريكية، ربما كان أكثر ما اشتهرت به هو روايتها نايتوود (1936)، التي تعد كلاسيكية لفئة الخيال السحاقي وعمل مهم من أعمال الأدب الحداثي. 
في عام 1913، بدأت بارنز حياتها المهنية كصحافية مستقلة ورسامة في صحيفة برولكين دايلي إيجل. بحلول أوائل عام 1914، كانت بارنز مراسلة بارزة ومحاورة ورسامة نُشرت أعمالها في الصحف والدوريات الرائدة في المدينة. في وقت لاحق، أتاحت موهبة بارنز وعلاقاتها مع البوهيميين البارزين في قرية غرينتش الفرصة لنشر نثرها، وقصائدها، ورسومها، ومسرحياتها ذات الفصل الواحد في الصحف الأدبية الطليعية والمجلات الشعبية، وأيضًا نشر مجلد مصور للشعر، وهو كتاب النساء البغيضات (1915). 
في عام 1921، أخذ تكليف مربح من قبل مجلة ماكال ببارنز إلى باريس، حيث عاشت على مدى السنوات العشر التالية. في هذه الفترة نشرت كتاب (1923)، مجموعة من الشعر والمسرحيات والقصص القصيرة، والتي أعيد إصدارها لاحقًا، مع إضافة ثلاث قصص، ليلة بين الخيول (1929)، والسيدات ألماناك (1928)، ورايدر (1928). 
خلال الثلاثينيات، أمضت بارنز وقتًا في إنجلترا وباريس ونيويورك وشمال إفريقيا. خلال هذا الوقت المضطرب، كتبت ونشرت نايتوود. في أكتوبر 1939، بعد ما يقرب من عقدين من الحياة في أوروبا، عادت بارنز إلى نيويورك. نشرت آخر أعمالها الرئيسية، المسرحية الشعرية ذا أنتيفون، في عام 1958، وتوفيت في شقتها في باتشين بليس بقرية غرينتش في يونيو 1982. 

## الحياة والكتابة

### النشأة (1892–1912)
ولدت بارنز في مقصورة خشبية على جبل ستورم كينغ، بالقرب من كورنوال أون هدسون في نيويورك. كانت جدتها من ناحية الأب، زادل بارنز، كاتبة وصحافية وناشطة في حق المرأة في الاقتراع، وقد استضافت ذات مرة صالونًا أدبيًا مؤثرًا. كان والدها، والد بارنز، ملحنًا وموسيقيًا ورسامًا غير ناجح. كان مناصرًا للزواج التعددي، وقد تزوج من والدة بارنز، إليزابيث، في عام 1889، وانتقلت عشيقته فاني كلارك معهم عام 1897، عندما كانت بارنز في الخامسة من عمرها. كان لديهم ثمانية أطفال، ولم يبذل والد جهدًا يذكر لدعمهم ماليًا. كانت زادل، التي اعتقدت أن ابنها عبقري فني مُساء فهمه، تكافح من أجل إعالة الأسرة بأكملها، مستكملة دخلها المتناقص من خلال كتابة رسائل استجداء إلى الأصدقاء والمعارف. 
بصفتها الطفلة الثانية الأكبر في السن، أمضت بارنز معظم طفولتها مساعدة في رعاية الأشقاء وأنصاف الأشقاء. تلقت تعليمها المبكر في المنزل، وكان معظمه من والدها وجدتها، اللذان علماها الكتابة والفن والموسيقى، لكنهما أهملا موضوعات مثل الرياضيات والتهجئة. زعمت أنه لم يكن لديها تعليم رسمي على الإطلاق. تشير بعض الأدلة إلى أنها التحقت بمدرسة عامة لفترة بعد سن العاشرة، على الرغم من أن حضورها كان غير متسق. 
يحتمل أنها تعرضت للاغتصاب في سن السادسة عشرة، إما من قبل أحد الجيران بمعرفة والدها وموافقته، أو ربما من قبل والدها نفسه. مع ذلك، هذه شائعات وغير مؤكدة من قبل بارنز، التي لم تتمكن قط من إكمال سيرتها الحياتية. ما هو معروف هو أن بارنز ووالدها استمروا في كتابة خطابات دافئة لبعضهم البعض حتى وفاته في عام 1934. تشير بارنز إلى الاغتصاب بشكل غير مباشر في روايتها الأولى رايدر وبشكل أكثر مباشرة في مسرحيتها النهائية العنيفة ذا أنتيفون. تشير إشارات جنسية صريحة في مراسلات جدتها، التي شاركت معها سريرًا لسنوات، إلى سفاح قربى، أو مضايقة مألوفة للغاية، لكن زادل - ميتة منذ 40 عامًا في وقت كتابة أنتيفون - استُبعِدَت من لوائح الاتهام. قبل فترة وجيزة من عيد ميلادها الثامن عشر، «تزوجت» على مضض شقيق فاني كلارك، بيرسي فولكنر، في حفل خاص دون تدخل من رجال الدين. كان في الخامسة والخمسين من عمره، مدعومًا بقوة من والدها، وجدتها، وأمها، وشقيقها، لكنها بقيت معه لمدة لم تزد عن شهرين. 

## الأعمال

### كتاب النساء البغيضات
يجمع كتاب بارنز الصغير كتاب النساء البغيضات (1915) ثمانية «إيقاعات» وخمسة رسومات. تظهر القصائد التأثير القوي لانحطاط أواخر القرن التاسع عشر، ويشبه أسلوب الرسوم أسلوب أوبري بيردزلي. المكان هو مدينة نيويورك، والأشخاص كلهم من النساء: مغنية ملهى، وامرأة تُرى من خلال نافذة مفتوحة من القطار المرتفع، وفي القصيدة الأخيرة، جثتي انتحاريتين في المشرحة. يصف الكتاب أجساد النساء وحياتهم الجنسية بعبارات ضربت العديد من القراء على أنها مثيرة للاشمئزاز، ولكن، كما هو الحال مع الكثير من أعمال بارنز، فإن موقف المؤلف يتسم بالغموض. يقرأ بعض النقاد القصائد على أنها كشف للمواقف الثقافية تجاه النساء وانتقاد لها بسخرية. 
لقد اعتبرت بارنز كتاب النساء البغيضات إحراجًا. وصفت العنوان بـ«أحمق»، وتركته خارج سيرتها الحياتية، بل وأحرقت نسخًا منه. لكن نظرًا لأن حقوق الطبع والنشر لم تُسجّل مطلقًا، لم تتمكن من منع إعادة نشره أبدًا، وأصبح واحدًا من أكثر أعمالها الذي أعيد طبعه.

## روابط خارجية
- جونا بارنز على موقع IMDb (الإنجليزية)
- جونا بارنز على موقع الموسوعة البريطانية (الإنجليزية)
- جونا بارنز على موقع ميوزك برينز (الإنجليزية)
- جونا بارنز على موقع قاعدة بيانات برودواي على الإنترنت (الإنجليزية)
- جونا بارنز على موقع إن إن دي بي (الإنجليزية)
- جونا بارنز على موقع ديسكوغز (الإنجليزية)